# アガタ・ブゼク
アガタ・ブゼク（Agata Bronisława Buzek、1976年9月20日 - ）は、ポーランドの女優、モデル。グリヴィツェ郡出身。

## 経歴
2010年、シューティング・スター賞を受賞する。
2013年、スティーヴン・ナイト監督・脚本、ジェイソン・ステイサム主演の映画『ハミングバード』に、準主役の修道女役で出演する。

## フィルモグラフィー

### 映画
- 仕返し Zemsta (2002)
- レンブラントの夜警 Nightwatching (2007)
- 裏面 Rewers (2009)
- ハミングバード Hummingbird (2013)
- イレブン・ミニッツ 11 minut (2015)
- 夜明けの祈り Les Innocentes (2016)
- ハイ・ライフ High Life (2018)
- 白雪姫〜あなたが知らないグリム童話〜 Blanche comme neige (2019)